# Raffi Halaǰyan
Raffi Halaǰyan (in armeno Րաֆֆի Հալաջյան; Beirut, 1961) è un informatico e imprenditore armeno, noto per essere uno dei due creatori del coniglio Wi-Fi Nabaztag.

## Biografia
Di origine armena, ma nato a Beirut, Halaǰyan si trasferisce da adolescente a Parigi, dove frequenta semantica all'Università. Malgrado la formazione da umanista, manifesta un attento interesse per la tecnologia, fin dagli anni Ottanta, quando collabora alla distribuzione del Minitel in Francia.
Nel 1994 crea FranceNet/Fluxus, il primo internet service provider d'oltralpe (venduto poi a British Telecom nel 2001) e fonda Ozone, un'azienda che fornisce connessioni senza fili al 65 per cento dei parigini. Dopo una vita trascorsa a connettere persone, decide dunque che è il momento di connettere le cose e di rendere anche l'ambiente fisico interattivo.
Nel 2003 fonda così, insieme a Olivier Mével, Violet, un'azienda che si occupa di oggetti in grado di interagire con l'ambiente e con la rete.